# تشتت محيطي

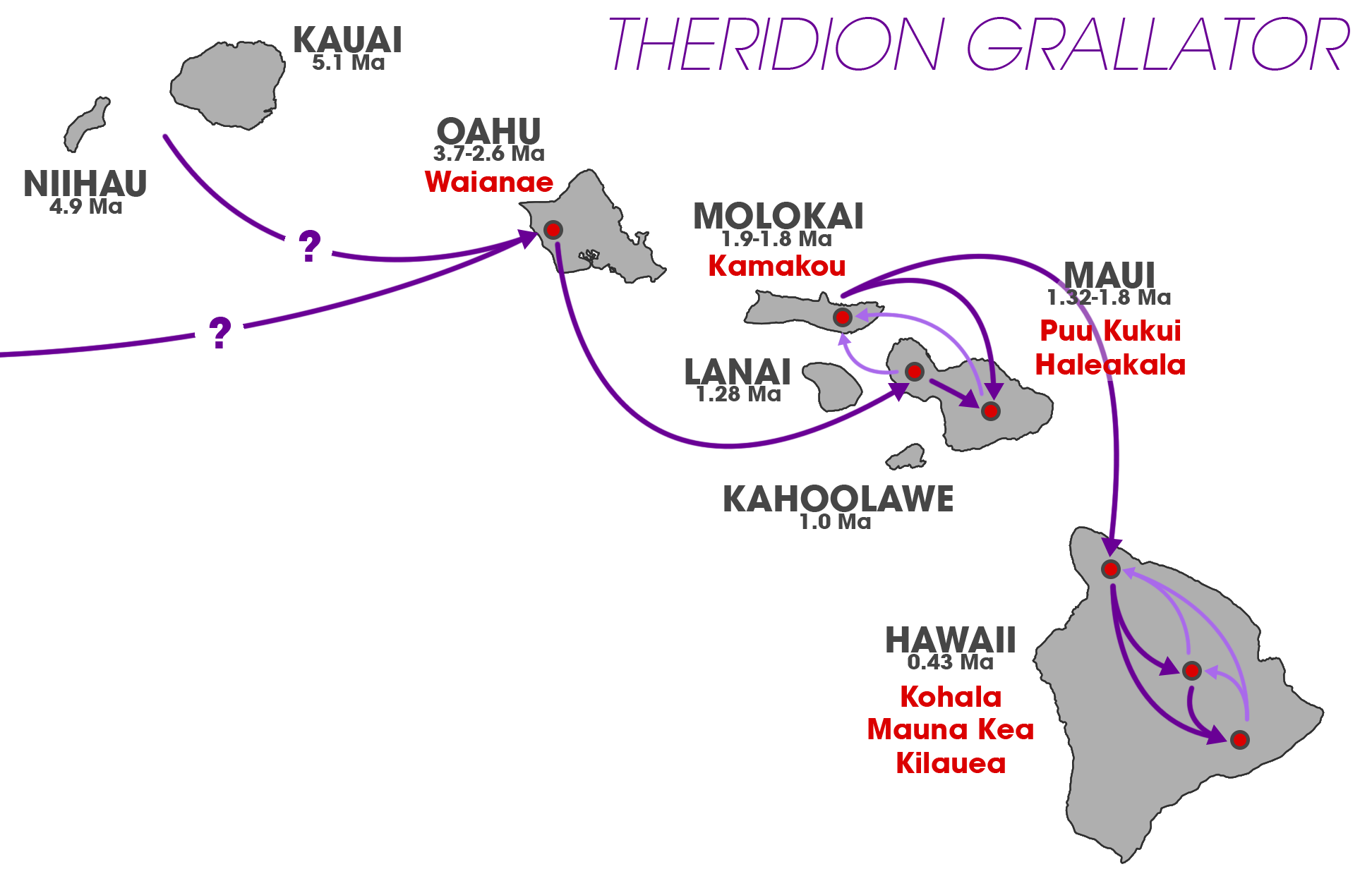
مسارات الاستعمار لـ عنكبوت هاواي ذو الوجه السعيد (Theridion grallator) عبر جزر هاواي الشرقية.

التشتت المحيطي أو الإنتشار المحيطي هو نوع من التشتت البيولوجي الذي يحدث عندما تنتقل الكائنات البرية من كتلة برية إلى أخرى عبر معبر بحري. يحدث هذا غالبًا عبر طوافات كبيرة من النباتات العائمة مثل التي تُرى أحيانًا وهي تطفو على الأنهار الرئيسية في المناطق الاستوائية وتندفع خارجاً في البحر، وأحيانًا تبقى الحيوانات مُحاصرة عليها. يُشار أحيانًا إلى التشتت عبر مجموعة كبيرة من الطوافات على أنها حالة تجديف. يمكن أن يحدث استعمار الكتل الأرضية للنباتات أيضًا من خلال تشتت المحيطات الطويلة للبذور العائمة.

## التاريخ

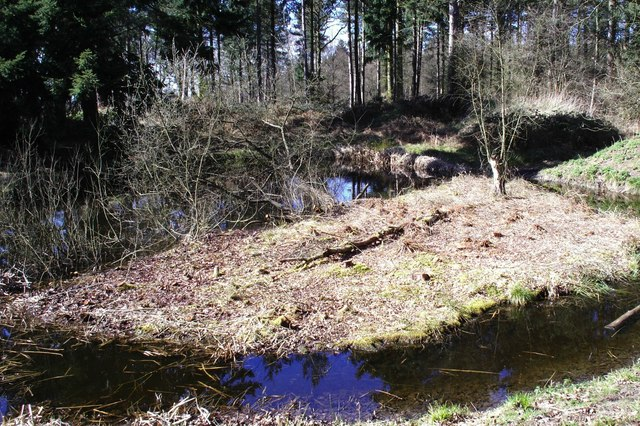
جزيرة عائمة في غابة كبيرة تتكون هذه الجزيرة من سعدية ونباتات حزازية وإسفغنون ، وتتحرك في رياح قوية.

لعب التجديف دورًا مهمًا في استعمار الثدييات لكتل الأرض المعزولة. تشمل الأمثلة البارزة مدغشقر ، التي تم عزلها لحوالي 120 مليون سنة، وأمريكا الجنوبية ، التي كانت معزولة في كثير من حقب الحياة الحديثة. على سبيل المثال، استقبلت رئيسياتها بهذه الآلية. وفقًا للأدلة الجينية، ويبدو أن الجد المشترك لليمور في مدغشقر قد عبر قناة موزمبيق عن طريق التجديف بين 50 و 60 مليون سنة مضت. وبالمثل، يُعتقد أن قرود العالم الجديد قد نشأت في إفريقيا وتم نقلها إلى أمريكا الجنوبية خلال العصر الأوليغوسيني ، عندما كانت القارات أقرب بكثير مما هي عليه اليوم. يبدو أن مدغشقر قد تلقت أيضًا حيوان مدال (ما قبل 25-42) ، وعائلة النيسوميدية من القوارض الأفريقية (ما قبل 20-24) وحيوانات آكلة اللحوم يبلريدا (ما قبل19-26) بهذه الطريق وفي أمريكا الجنوبية قوارضها كابيائيات الشكل (أكثر من 30 ق أ). يُعتقد أن سعليات الشكل (من أسلاف القرود) وقوارض شيهميات الفك (من أسلاف الكافيمورفس) قد طافوا سابقًا من آسيا إلى إفريقيا منذ حوالي 40 مليون سنة.
من بين الزواحف، يُفترض أن العديد من أنواع الإغوانيد في جنوب المحيط الهادئ تنحدر من إغوانا التي طافت 10000 كيلومتر (6200 ميل) من أمريكا الوسطى أو الجنوبية  وبالمثل، يبدو أن عددًا من مجموعات الأبراص الأمريكية قد طافت من إفريقيا خلال كل من العصر الباليوجيني والنيوجيني. يبدو أن سقنقورية من الأجناس ذات الصلة بالحكأة والدفان قد طفتا أيضًا عبر المحيط الأطلسي من إفريقيا إلى أمريكا الجنوبية وأرخبيل فرناندو دي نورونها ، على التوالي، خلال آخر 9 أشهر. سقنقورية من نفس المجموعة تجولوا أيضًا بالطوافات من إفريقيا إلى الرأس الأخضر ومدغشقر وسيشيل وجزر القمر وسقطرى. (من بين السحالي، يبدو أن السقنقور والأبراص قادرة بشكل خاص على النجاة من الرحلات الطويلة عبر المحيطات.) والمثير للدهشة أنه حتى البرمائيات المختبئة  والسحالي الدودية وأشباهها يبدو أنها تجولت من إفريقيا إلى أمريكا الجنوبية.
من الأمثلة على الطائر الذي يعتقد أنه وصل إلى موقعه الحالي عن طريق التجديف هو الهواتزين الأمريكي الجنوبي ضعيف الطيران، والذي يبدو أن أسلافه طافوا من إفريقيا.
يمكن أن يحدث استعمار لمجموعات من الجزر من خلال عملية التجمع المتكرر وتسمى أحيانًا التنقل بين الجزر. يبدو أن مثل هذه العملية لعبت دورًا، على سبيل المثال، في استعمار منطقة البحر الكاريبي من قبل الثدييات من أصل أمريكي جنوبي (على سبيل المثال، الكافيمورفس والقرود والكسلان).
تم اقتراح مثال رائع للتجديف المتكرر للعناكب من جنس Amaurobioides. يشير تحليل تسلسل الحمض النووي إلى أن أسلاف الجنس قد انتشروا من جنوب أمريكا الجنوبية إلى جنوب إفريقيا منذ حوالي 10 ملايين سنة، أخذت أحداث التجديف اللاحقة لجنس العناكب باتجاه الشرق مع التيار القطبي الجنوبي إلى أستراليا ، ثم إلى نيوزيلندا وأخيراً إلى تشيلي قبل حوالي 2 مليون سنة. ومع ذلك، فإن الانتشار المحيطي للأنواع الأرضية قد لا يتخذ دائمًا شكل التجديف ؛ في بعض الحالات، قد تكتفي السباحة أو العوم ببساطة. لوصول السلاحف من جنس تشيلونويات إلى أمريكا الجنوبية من إفريقيا في العصر الأوليغوسيني  ومن المُحتمل أن تكون مدعومة بقدرتها على الطفو ورؤوسها مرفوعة، والبقاء على قيد الحياة لمدة تصل إلى ستة أشهر بدون طعام أو مياه عذبة. ثم واصلت السلاحف الأمريكية الجنوبية استعمار جزر الهند الغربية وجزر غالاباغوس.
من المُحتمل أن يحدث تشتت الأنواع شبه المائية بالمثل. قد يكون انتشار الأنثراكوثيز من آسيا إلى أفريقيا منذ حوالي 40 مليون سنة، والانتشار الأخير لفرس النهر (الأقارب والأحفاد المحتملون لأنثراكوثيرات) من إفريقيا إلى مدغشقر قد حدث عن طريق الطفو أو السباحة. يُعتقد أن أسلاف تمساح النيل وصلوا إلى الأمريكتين من إفريقيا منذ 5 إلى 6 ملايين سنة مضت.

## الترصد
حدث أول مثال موثق على استعمار كتلة من اليابسة بواسطة التجديف في أعقاب إعصار لويس ومارلين في منطقة البحر الكاريبي في عام 1995، وقد لوحظ وجود مجموعة من الأشجار المقتولة تحمل خمسة عشر أو أكثر من الإغوانا الخضراء من قبل الصيادين الذين هبطوا على الجانب الشرقي من جزيرة أنغويلا لم يتم تسجيلها فيها من قبل. يبدو أن الإغوانا قد تم اصطيادها على الأشجار وقطعت مائتي ميل عبر المحيط من جوادلوب ، حيث هم من الكائنات الأصلية. أشار فحص أنماط الطقس وتيارات المحيط إلى أنهم ربما أمضوا ثلاثة أسابيع في البحر قبل هبوط اليابسة. بدأت هذه المستعمرة في التكاثر في الجزيرة الجديدة في غضون عامين من وصولها.
خلق ظهور الحضارة البشرية فرصًا للكائنات الحية لتتجول في القطع الأثرية العائمة، والتي قد تكون أكثر ديمومة من الأشياء الطبيعية العائمة. لوحظت هذه الظاهرة في أعقاب تسونامي توهوكو عام 2011 في اليابان ، حيث تم العثور على حوالي 300 نوع تم نقلها على الحطام بواسطة تيار شمال المحيط الهادئ إلى الساحل الغربي لأمريكا الشمالية (على الرغم من عدم اكتشاف أي مستعمرات حتى الآن).